# Krásna Hôrka (Tvrdošín)
Krásná Hôrka je místní část města Tvrdošína.

## Poloha a přírodní poměry
Místní část leží na jihozápadním okraji Tvrdošína na pravém břehu řeky Orava. Geomorfologicky leží na okraji celku Oravská kotlina. Geologicky tvoří podloží hlavně celky bradlového pásma, v menší míře na jihovýchodě i centrálnokarpatského paleogénu.

## Dějiny
Původně samostatná obec, známá od 15. století. Vznikla během valašské kolonizace. V roce 1974 byla připojena k městu Tvrdošín.

## Doprava
Přes Krásnou Hôrku prochází silnice I. třídy č. 59 a stejně i železniční trať č. 181 Kraľovany – Trstená. V obci je osobní železniční stanice.

## Osobnosti
- Ľudovít Bakoš (1911–1965), římskokatolický kněz a včelař
- Jozef Cieker (1907–1969), slovenský diplomat
- Július Konfal (1897–1982), slovenský lesní odborník
- Ľudovít Kukorelli (1914–1944), slovenský organizátor partyzánských jednotek
- Mária Kratochvílová (1893–1979), učitelka a logopedička
- Alojz Bakoš (1926–2001), římskokatolický kněz